# Луб'яшівка
Луб'яшівка — річка в Україні, в межах Запорізького району Запорізької області. Ліва притока Верхньої Терси (басейн Дніпра).

## Опис
Довжина 23,7 км (за іншими даними 18 км), площа басейну 152 км². Похил течії 2,8 м/км. Долина порівняно неглибока (у пониззі більш глибока, місцями є урвища). Річище помірно звивисте, місцями пересихає (переважно у верхів'ї). Споруджено кілька ставків. 
Впливає до Вищої Терси у 44 км вище за вплив Вищої Терси до Вовчої.

## Розташування
Луб'яшівка бере початок на північ від села Вільного. Тече спершу на південь, далі — на південний схід, схід і (у пригирловій частині) на північний схід. Впадає до Вищої Терси на північ від села Островського.